# Síria nos Jogos Olímpicos de Verão de 2008
A Síria competiu nos Jogos Olímpicos de Verão de 2008, em Pequim, na China.

## Desempenho

### Atletismo
| Atleta            | Prova                        | Eliminatória | Eliminatória | Quartos-finais | Quartos-finais | Semifinal   | Semifinal   | Final       | Final       |
| Atleta            | Prova                        | Resultado    | Pos.         | Resultado      | Pos.           | Resultado   | Pos.        | Resultado   | Pos.        |
| ----------------- | ---------------------------- | ------------ | ------------ | -------------- | -------------- | ----------- | ----------- | ----------- | ----------- |
| Majed Aldin Gazal | Salto em distância masculino | 2.20 (NR)    | 24º          |                |                | Não avançou | Não avançou | Não avançou | Não avançou |
| Fadwa Buza        | 100 m com barreiras feminino | 14.24        | 38º          | Não avançou    | Não avançou    | Não avançou | Não avançou | Não avançou | Não avançou |

### Halterofilismo
| Atleta        | Prova             | Arranque  | Arranque | Arremesso | Arremesso | Total | Pos. |
| Atleta        | Prova             | Resultado | Pos.     | Resultado | Pos.      | Total | Pos. |
| ------------- | ----------------- | --------- | -------- | --------- | --------- | ----- | ---- |
| Ahed Joughili | -105 kg masculino | 170       | 14       | 216       | 11        | 386   | 12   |

### Natação
| Atleta         | Prova                  | Qualificação | Qualificação | Semifinal   | Semifinal   | Final       | Final       |
| Atleta         | Prova                  | Tempo        | Pos.         | Tempo       | Pos.        | Tempo       | Pos.        |
| -------------- | ---------------------- | ------------ | ------------ | ----------- | ----------- | ----------- | ----------- |
| Souhaib Kalala | 100 m costas masculino | 1:00.24      | 43           | Não avançou | Não avançou | Não avançou | Não avançou |
| Bayan Jumaa    | 50 m livre feminino    | DNS          | DNS          | Não avançou | Não avançou | Não avançou | Não avançou |
| Saleh Mohammad | 10 km masculino        |              |              |             |             | 1:54:37.7   | 19          |

### Tiro
| Atleta     | Prova           | Qualificação | Qualificação | Final       | Final       | Pos. |
| Atleta     | Prova           | Pontuação    | Pos.         | Pontuação   | Total       | Pos. |
| ---------- | --------------- | ------------ | ------------ | ----------- | ----------- | ---- |
| Roger Dahl | Skeet masculino | 91           | 41           | Não avançou | Não avançou | 41   |

### Triatlo
| Atleta      | Prova     | Natação | Ciclismo | Corrida | Total   | Pos. |
| ----------- | --------- | ------- | -------- | ------- | ------- | ---- |
| Omar Tayara | Masculino | 8:23    | 58:56    | 38:19   | 1:56:40 | 49   |